# Lebenslaute
Lebenslaute ist eine linksgerichtete, offene Musik- und Aktionsgruppe aus Deutschland, die unter dem Motto: „klassische Musik – politische Aktion“ in Erscheinung tritt. Seit 1986 werden in losen Ensembles bei öffentlichen Auftritten klassische Musik und ziviler Ungehorsam zusammengeführt. Je nach Aktion, meistens open-air, haben die Ensembles eine Stärke zwischen drei und über hundert Musikern.
2014 hat Lebenslaute zusammen mit Code Pink – Women for Peace den Aachener Friedenspreis zuerkannt bekommen, der jährlich am 1. September, dem Antikriegstag, in der Aachener Aula Carolina überreicht wird.

## Konzept
Lebenslaute ist gemäß Selbstbeschreibung ein „linkes, solidarisches und basisdemokratisches Netzwerk“. Die Teilnehmer bringen in Konzertkleidung klassische und andere Musik an Orten zur Aufführung, wo im Allgemeinen nicht mit einem Konzert gerechnet wird: „auf Militärübungsplätzen und Abschiebeflughäfen, vor Atomfabriken und Raketendepots, in Ausländerbehörden und an anderen menschenbedrohenden Orten“. Ihre Austragungsorte wählt Lebenslaute im Angesicht einschränkender Vorschriften, denn es wird mittels angekündigten, bewussten Gesetzesübertretungen die politische Konfrontation mit herrschenden Bestimmungen gesucht. An Orten, wo dies möglich ist, werden lokale Protestbewegungen unterstützt.
Die Konzert-Aktionen werden in intensiver Arbeit gemeinsam vorbereitet. Wie weitgehend sich die Teilnehmenden einbringen, bleibt in der eigenen Verantwortung. Die Bedürfnisse und Bedenken aller Teilnehmenden sollen berücksichtigt werden, und über das gemeinsame Handeln wird basisdemokratisch entschieden. Falls bei Aktionen gegen Einzelne rechtliche Schritte eingeleitet werden, bietet ihnen das Lebenslaute-Netzwerk gemeinsam mit anderen solidarische Unterstützung.
Mit den Aktionen sollen nach Auffassung von Lebenslaute Herrschende daran erinnert werden, dass sie zwar vorgäben, die Interessen der Menschen zu vertreten, dass viele Gesetze und politische Maßnahmen aber diesen Interessen nicht entsprächen und deshalb auf Basis folgender Überlegungen gehandelt werde: „Gewaltlose, genau kalkulierte und inszenierte Gesetzesübertretungen möglichst vieler verschiedener Teile der Bevölkerung und öffentlichkeitswirksame symbolische Aktionen bringen die Spannung zwischen Recht und Gesetz, Legitimität und Legalität immer neu in Fluss, schaffen Aufmerksamkeit, nutzen und erweitern Spielräume des Widerstands.“
Es werden jährlich mehrere regionale sowie eine bundesweite Aktionen organisiert, durchgeführt und ausgewertet. Frei zugänglich im Web gibt es zu den jüngeren Auftritten Foto- und Filmmaterial sowie im (Live-)Ticker-Format eine Beschreibung des jeweiligen Aktionsverlaufs.

## Beispielaktion am Bundesinnenministerium Berlin, 17. Juni 2013
Am Montag, den 17. Juni 2013 fand in Kooperation mit dem „Internationalen Flüchtlingstribunal gegen die Bundesrepublik Deutschland“ und weiteren Freunden die Aktion „Aufspielen statt Abschieben – Music for free Movement“ statt. Am Berliner Hauptbahnhof gab es morgens um 6 Uhr eine Mahnwache aus Protest gegen die Abschiebungspolitik der Bundesregierung, und zeitgleich wurden alle vier direkten Eingänge zum Bundesinnenministerium im Berliner Regierungsviertel durch Lebenslaute-Gruppen blockiert.
Um 7:30 Uhr waren weiterhin fast 100 Musiker und weitere Aktivisten im Regierungsviertel vor Ort. Ab 9:40 Uhr begann die Berliner Polizei mit der Räumung. Für die Konzertaktion ab 11:45 Uhr am Haupteingang waren die anderen drei Zugänge zum Bundesministerium freigegeben oder seitens der Polizei geräumt worden.

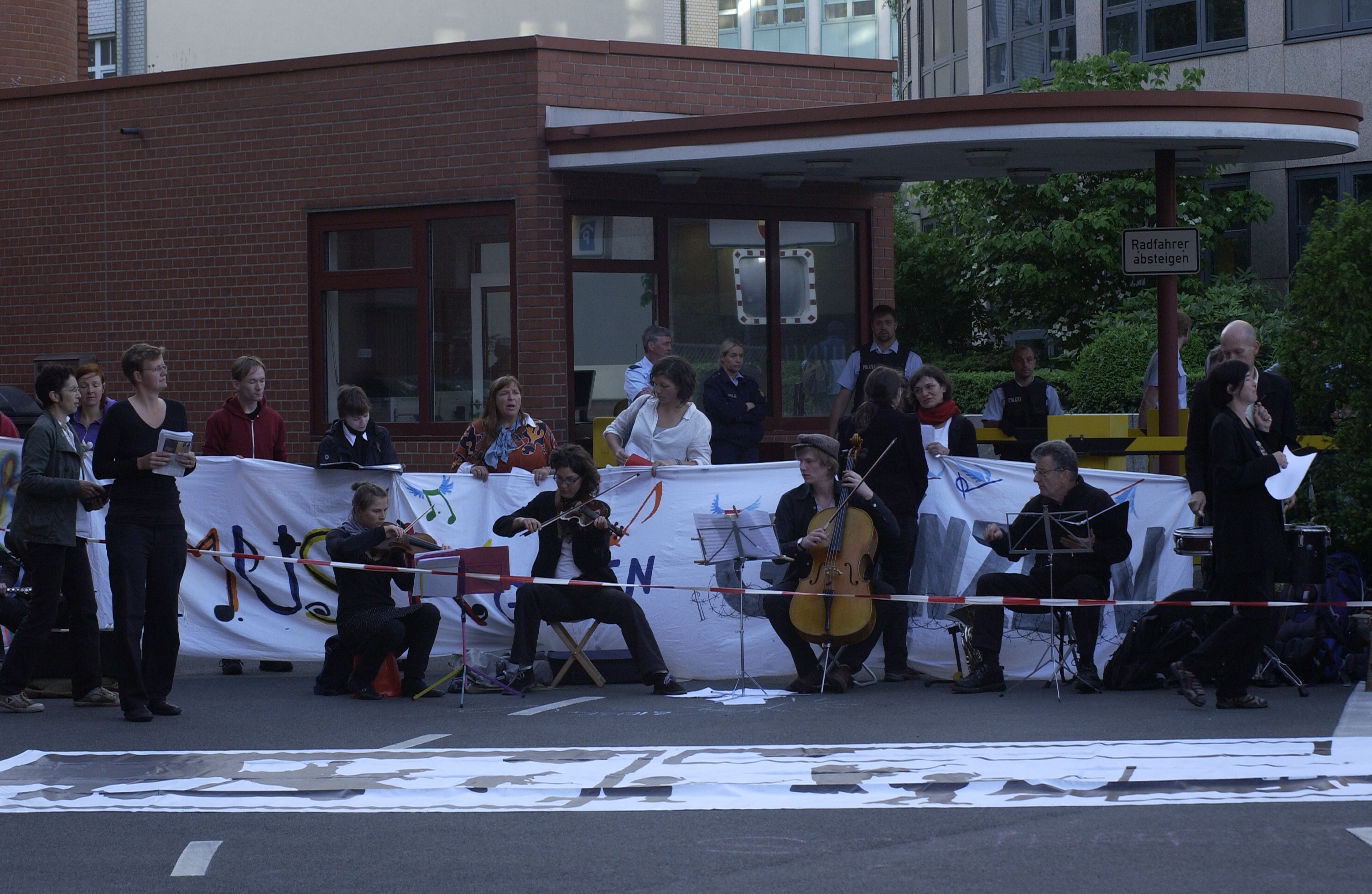
Musikblockade des Bundesinnenministeriums, 17. Juni 2013, Eingang 4

Über einhundert Blockierer waren inzwischen am Haupteingang versammelt, und ähnlich viele Zuhörer waren anwesend. Der ganze Häuserblock wurde weiterhin durch hunderte Polizeibeamte bewacht.

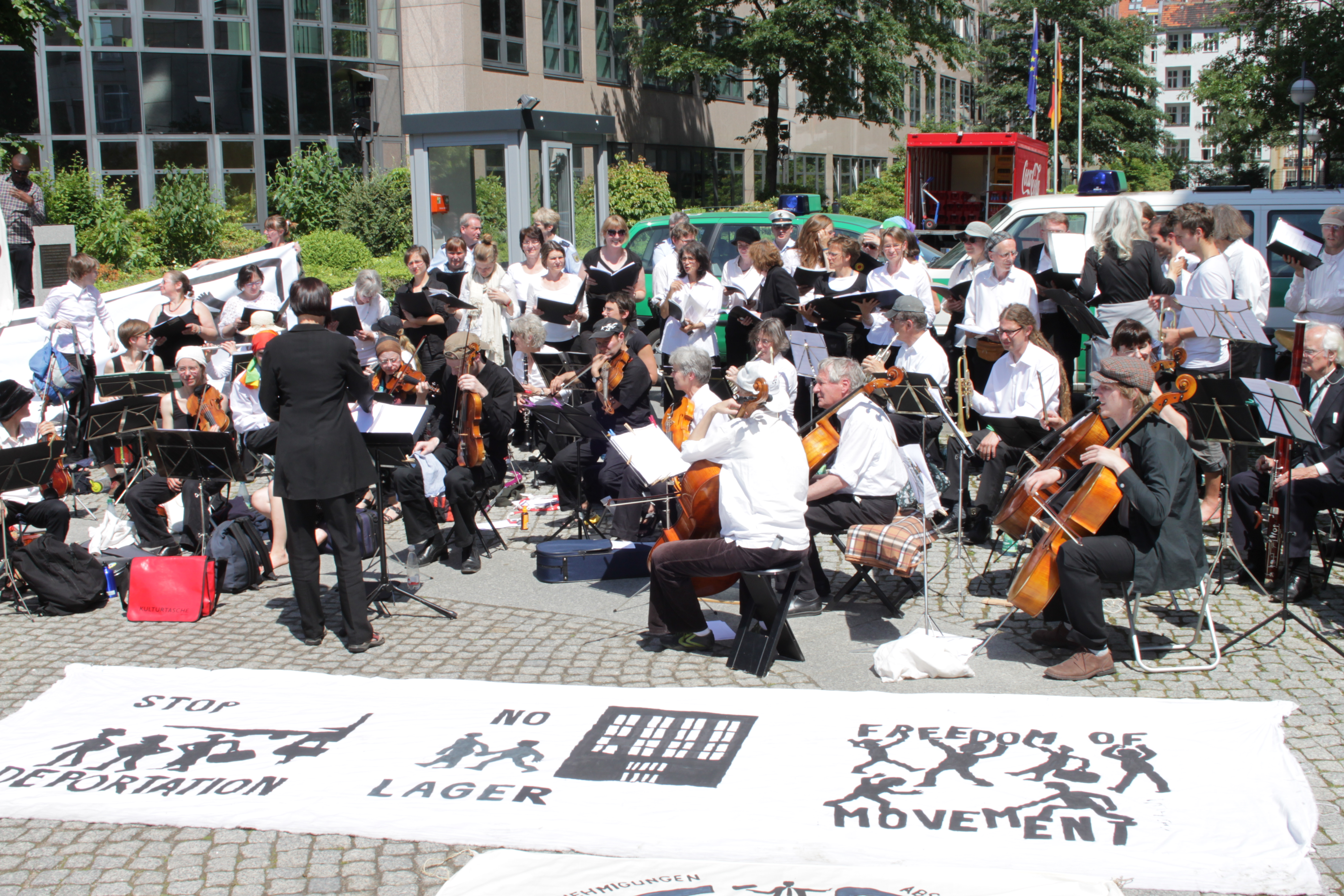
Abschlusskonzert der BMI-Musikblockade, 17. Juni 2013

In Chor- und Orchesterstärke erklangen beim Abschlusskonzert folgende Stücke:
- Zulu Traditional, „Siyanibingelela“
- Heinrich Schütz, „Wie nun, ihr Herren“ (Vertonung eine Teils von Psalm 58, SWV 155)
- Felix Mendelssohn Bartholdy, Sinfonie Nr. 4 op. 90, 2. und 3. Satz
- Hanns Eisler, „Lied über den Frieden“ (Text: Ernst Fischer)
- Hanns Eisler, „Bilder aus der ‘Kriegsfibel’“ (Text: Bertolt Brecht)
- Anne Tübinger, „Was ist der Mensch ohne einen Pass“ (Text: Bertolt Brecht)
- Johann Sebastian Bach, Kantate BWV 39, Eingangschor (mit neuem Text)
- Manu Chao, „Clandestino“
- Dmitri Schostakowitsch, Suite Nr. 2 für Jazzorchester, Valse Nr. 2
- Candida, „Slogans for Rights“
- weitere Lieder aus dem Süden Afrikas

## Erste Konzertblockade 1986 am Raketenlager Mutlangen
Mit ihrer ersten Konzertblockade 1986 beteiligte sich Lebenslaute an gewaltfreien Blockaden vor dem Pershing-II-Raketenlager in Mutlangen, Baden-Württemberg.

## Landtagswahl in Thüringen 2024
Im Sommer 2024 trat Lebenslaute  unter der Parole „Flöte und Bass statt Hetze und Hass“ im Rahmen des Landtagswahlkampfes  in Thüringen auf angemeldeten und unangemeldeten Veranstaltungen in Thüringen auf.

## Presseberichte (Auswahl)
- Dieter Junker, Atomwaffengegner: Zum Abschluss eine Blockade mit viel Musik, Rhein-Zeitung, 10. August 2014
- Wolfgang Schumacher, Beim Aachener Friedenspreis gibt’s „Lebenslaute statt Bombengetöse“, Aachener Nachrichten, 8. Mai 2014
- Martin Kaul, Protest gegen Atomwaffen. Nicht so Bombenstimmung, taz.de, 9. August 2013
- Jennifer Stange, Militärnutzung des Leipziger Flughafens. Piano und forte gegen Kriegstransporte, taz.de, 5. September 2011.
- Mareen Ledebur, "Lebenslaute" blockiert Ministerium. Ein Tango für die Flüchtlingspolitik, taz.de, 13. Juni 2013
- Nancy Waldmann, Waffenschmiede in Oberndorf blockiert. Alle 14 Minuten ein Toter, taz.de, 3. September 2012
- Interview mit Barbara Rodi und Gerd Büntzly Protest gegen Heckler & Koch. „Erst der Ungehorsam, dann die Musik“, taz.de, 3. September 2012
- Jennifer Stange, Militärnutzung des Leipziger Flughafens. Piano und forte gegen Kriegstransporte, taz.de, 5. September 2011
- Gerd Büntzly, „25 Jahre Lebenslaute“, graswurzelrevolution Nr. 359, 05/2011
- Wolfgang Hauptfleisch, Einstiegsdroge in den Ungehorsam. 18 Jahre Aktionen der Gruppe Lebenslaute, graswurzelrevolution Nr. 290, 06/2004